# 拜赖茨·容博尔
拜赖茨·容博尔（匈牙利語：Zsombor Berecz，1986年4月26日—），生於瓦爾，匈牙利帆船運動員。身高195公分，體重85公斤。他曾参加2008年、2012年、2016年和2020年四届夏季奥运，其中2020年东京奥运获得一枚银牌。

## 參賽紀錄
| 年份 | 賽事           | 主辦城市   | 名次   | 項目       |
| ---- | -------------- | ---------- | ------ | ---------- |
| 2008 | 奧林匹克運動會 | 北京       | 第29名 | 雷射型帆船 |
| 2012 | 奧林匹克運動會 | 倫敦       | 第21名 | 雷射型帆船 |
| 2016 | 奧林匹克運動會 | 里約熱內盧 | 第12名 | 芬蘭型帆船 |
| 2020 | 奧林匹克運動會 | 東京       | 銀牌   | 芬蘭型帆船 |

## 外部連結
- 拜赖茨·容博尔的Facebook專頁
- Zsombor Berecz（页面存档备份，存于） - ISAF